# 阿里山粗枝蘚
阿里山粗枝蘚（学名：Gollania arisanensis）为灰蘚科粗枝蘚屬下的一个种。

## 扩展阅读
- 維基物種上的相關：阿里山粗枝蘚